# Svájc történelme
Svájc történelme az őskőkorra nyúlik vissza, neandervölgyi emberek is éltek a mai alpesi ország területén. Az újkőkorban jellegzetes tóparti cölöpházakban éltek az itteni lakosok. A vaskorban a svájci lelőhelyről elnevezett protokelta La Tène-kultúra terjedt el. A római hódítás után a kelta lakosság romanizálódott, a latin eredetű rétoromán nyelvjárások a mai napig fennmaradtak. A népvándorlás korában Svájc északi részére alemannok, nyugatra burgundok települtek. Svájc része volt Nagy Károly birodalmának, majd a Német-római Birodalomnak. Területe nagy részét a Zähringen, Kyburg, majd Habsburg családok birtokolták. Miután a Habsburgok visszavonták a korábbi császárok által adott szabadságjogokat, 1291-ben Schwyz, Uri és Unterwalden kantonok szövetségre léptek egymással, létrehozva az Ósvájci Konföderációt. Több háborúban is visszaverték a Habsburgok invázióit és sikereik nyomán a szövetség egyre nőtt. A 15. századtól a svájci katonák európai hírnévre tettek szert és zsoldosként részt vettek a kontinens nagyhatalmainak háborúiban. 1506 óta a pápa biztonságára is svájci testőrök vigyáznak. A reformáció során Svájc északi kantonjai áttértek a protestáns vallásra, míg a déliek katolikusok maradtak: a vallás a későbbiekben is sok konfliktus forrása maradt. A harmincéves háborút lezáró vesztfáliai békében Svájc elszakadt a Német-római Birodalomtól. A francia forradalom után Napóleon seregei megszállták az országot és létrehozták a Helvét Köztársaságot, amely azonban hamarosan újra konföderációvá alakult át. 1847-ben a politikai és vallási különbségek kirobbantották a Sonderbund-felkelést, Svájc utolsó fegyveres konfliktusát. Az ország az első és második világháborúban semleges maradt és hadiszállításaival és banki szolgáltatásai révén jelentős jövedelemre tett szert. A 20. századi háborúk után Svájc fenntartotta semleges politikáját, az ENSZ-be is csak 2002-ben lépett be és nem tagja az Európai Uniónak sem.

## Őstörténet
Az ember legkorábbi nyomai Svájcban mintegy 150 ezer évesek. Az appenzelli Wildkirchli-barlangban neander-völgyi emberek 30-50 ezer éves táborát ásták ki. Robenhausenben a Pfäffikersee partján régészek tízezer éves kőkorszaki települést találtak (ma a terület a világörökség része). Az újkőkorban Svájc területe a számos archeológiai lelet tanúsága szerint viszonylag sűrűn lakott volt. Több tó sekély, parti vizeiben neolitikumi cölöpházakat találtak. Az i. e. 5 évezredtől a Svájci-fennsíkot a vonaldíszes kultúra uralta. A harmadik évezredben ezt a zsinegdíszes kerámia kultúrája váltotta fel, amely idővel a kora bronzkori harangedényes kultúrává fejlődött. A késő bronzkort az urnamezős kultúra reprezentálja, amely az i. e. 2. évezredben terjedt el itt.

## Vaskor

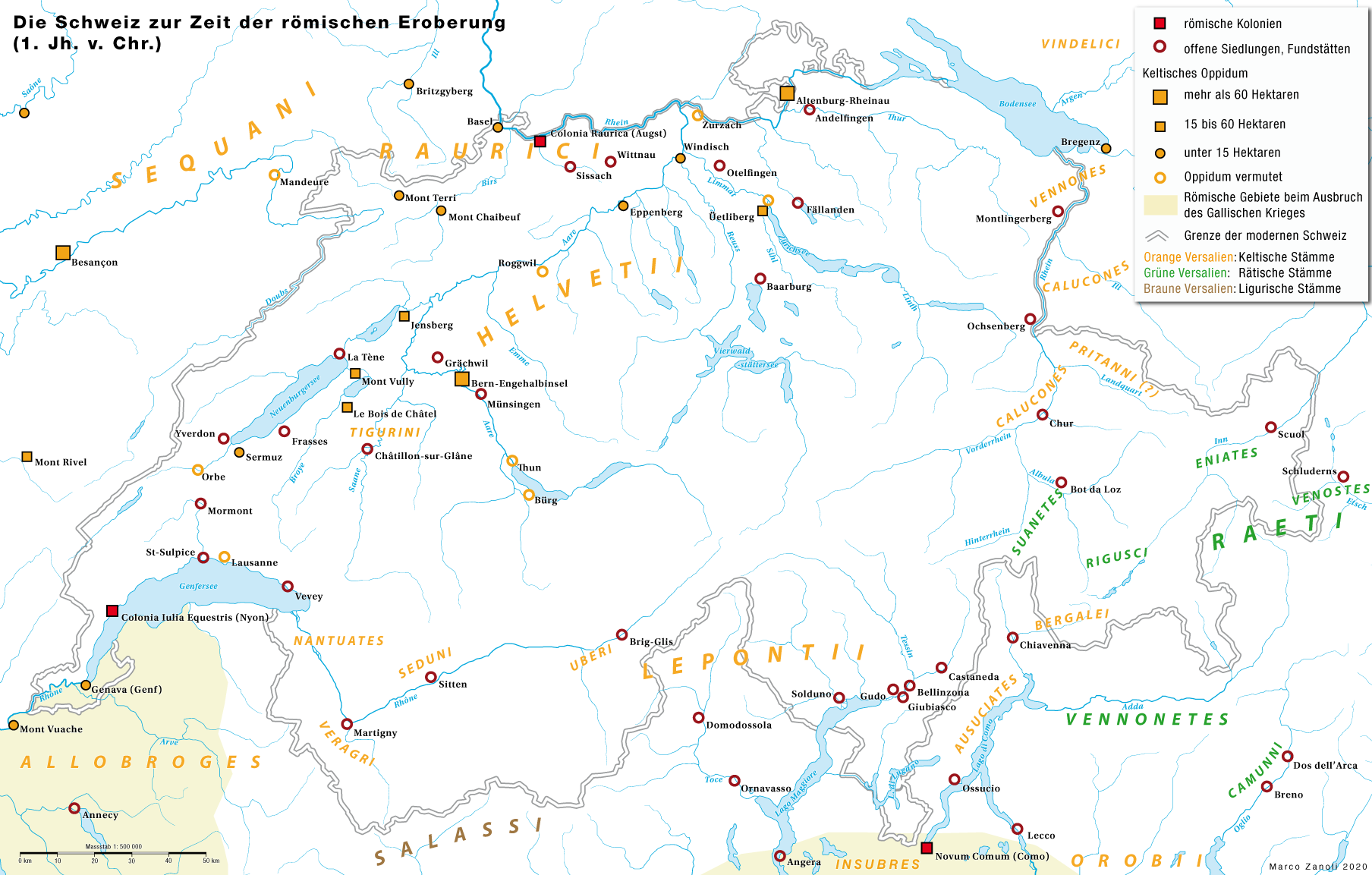
Kelta és raeti települések Svájcban

A Svájci-fennsík a kora vaskori Hallstatt-kultúra területének nyugati részéhez tartozott amely részben itt, a Neuchâteli-tónál fejlődött tovább a La Tène-kultúrává az i.e. 5. században. Az i.e. 1. században gall (kelta) helvétek és vindelicusok vándoroltak a fennsík nyugati, illetve keleti felére, míg Svájc alpesi részét a feltehetően etruszkokkal rokon raeti népek lakták. A kelta temetkezési helyek alapján a Lausanne és Winterthur közötti terület viszonylag sűrűn lakott volt és a Thun és Bern közötti Aare-völgyben, valamint a Zürichi-tó és a Reuss-folyó környékén is jelentős volt a lakosságszám. A kelta oppidumok szinte kizárólag nagyobb folyók közelébe épültek. Az ország mai területén mintegy tucatnyi oppidum ismert, bár nem voltak lakottak egy időben. Többségük korabeli neve nem ismert. A legnagyobb kelta települések a Berne-Engehalbinsel-i (korabeli neve feltehetően Brenodurum, a berni cinktábla alapján), az Aar-folyó menti és a Rajna-menti Altenburg-Rheinau-i oppidumok voltak. Közepes méretű volt a Bois de Châtel-i, Avenches-i (amelyet a római Aventicum alapításakor elhagytak), a jensbergi, berni és az üetlibergi. A kis oppidumok közé tartozott a genfi (Genava) és Lausanne-i (Lousonna) a Genfi-tó partján, a sermuzi a Neuchateli-tónál, az Aar alsó folyásán fekvő eppenbergi és windischi (Vindonissa), valamint a Jura-hegységben a Mont Chaibeuf-i és a Mont Terri-i kelta település.

## A Római Birodalomban

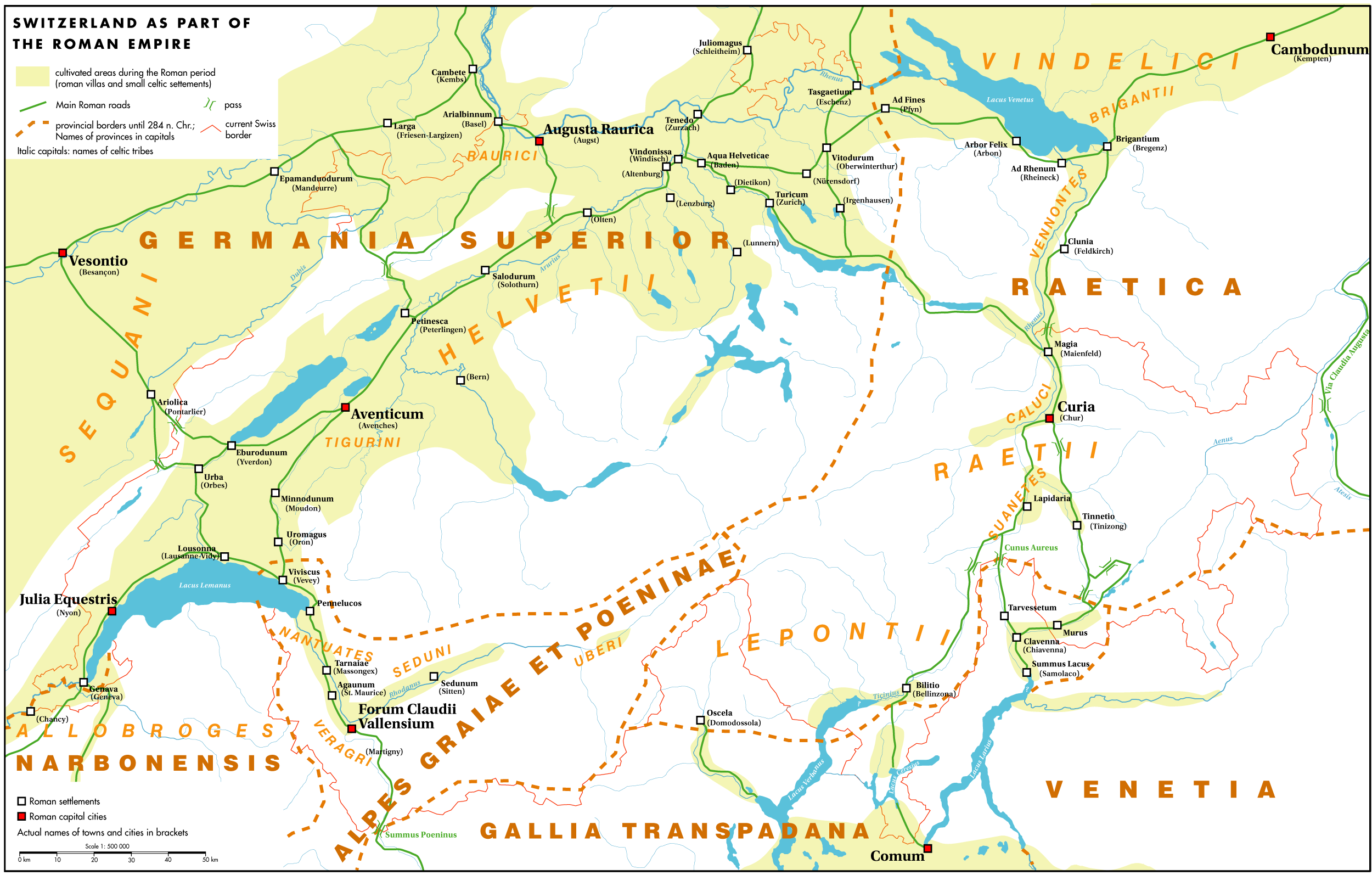
Svájc a római korban

I.e. 58-ban a helvétek a germán törzsek nyomása miatt megpróbáltak áttelepülni Galliába, de Bibracténál Julius Caesar vereséget mért rájuk és visszaűzte őket. I.e. 15-ben Tiberius és Drusus meghódította az Alpokat és a régiót a Római Birodalomhoz csatolták. A helvétek települései előbb Gallia Belgica, majd Germania Superior provinciához tartoztak, míg Svájc keleti fele Raetia provincia részét képezte.
A következő 300 évben a rómaiak városokat és kisebb településeket alapítottak, utakat építettek. A római közigazgatás központja Aventicum (Avenches) volt, egyéb jelentős városok voltak még Arbor Felix (Arbon), Augusta Raurica (Kaiseraugst Bázel mellett), Basilea (Bázel), Curia (Chur), Genava (Genf), Lousanna (Lausanne), Octodurum (Martigny, a Nagy Szent Bernát-hágó ellenőrzésére), Salodurum (Solothurn) vagy Turicum (Zürich). Légiós táborok voltak Tenedo (Zurzach) és Vindonissa (Windisch).
A rómaiak i.sz. 47-től kezdve kiépítették a Nagy Szent Bernát-hágót és 69-ben Vitellius légióinak egy része ezen keresztül kelt át az Alpokon. A korábbi földes, köves ösvények helyett keskeny kövezett utak épültek. A lakosság romanizálódott, és Svájc eldugottabb, népvándorlásoktól kevésbé érintett keleti felében ma is beszélik a vulgáris latinból származó romans (rétoromán) nyelvet.
259-ben az alemannok áttörték a római limest és végigpusztították a birodalom északi régióit. A birodalom a Rajna mentén újjászervezte védvonalait, ám Svájc területe határprovinciává vált és az újjáépített települések kisebbek voltak és jobban megerősítették őket.
A kereszténység a 3-4 században kezdett el terjedni Svájcban. Zürich mártír védőszentjeinek, Felixnek és Regulának legendája vagy a thébai légió története feltehetően Diocletianus keresztényüldözésein alapul. Az első püspökségeket Bázelben (első említése i.sz. 346), Martignyben (381, 585-ben Sionba költöztették), Genfben (441) és Churban (451) alapították.

## Kora középkor

Nemesi családok birtokai Nyugat-Svájcban

A Nyugatrómai Birodalom bukásával germán törzsek telepedtek le Svájc területén: nyugaton burgundok, északon alemannok; a romanizált kelta lakosság asszimilálódott vagy a hegyekbe vonult vissza. Burgundia 534-ben a frank királyság része lett, két évvel később pedig az alemannok hercegsége is követte példáját. Az alemann területeken csak néhány izolált keresztény közösség maradt fenn és csak a 7. század elején kezdett el újra terjedni a vallás az ír szerzetesek missziójának következményeképpen.
A Nagy Károly birodalmát felosztó 843-as verduni szerződés Felső-Burgundiát (a mai Svájc nyugati felét) Lotaringiának, míg Alemanniát (a keleti részt) Német Lajos Keleti Frank Királyságának ítélte. A 10. századra a Karoling királyok uralma meggyengült és a kalandozó magyarok 917-ben kifosztották Bázelt, 926-ban pedig Sankt Gallent. A szaracénok 920-ban Valais-ban pusztítottak, 939-ben pedig kirabolták St. Maurice kolostorát. A birodalom fennhatóságát csak azután sikerült biztosan visszaállítani a svájci területek fölött, miután I. Ottó a lech-mezei csatában legyőzte a magyarokat és megszilárdította hatalmát.
A 12. században a Zähringen-család szerezte meg Burgundia azon részeit, melyek ma Svájc nyugati felét alkotják. Ők alapították 1157-ben Fribourgot, 1191-ben Bernt, valamint egyéb városokat. A dinasztia 1218-ban V. Berchtold halálával kihalt, vazallus városaik pedig reichsfrei státuszt kaptak, azaz a helyi hűbérurak helyett csak a császárnak tartoztak engedelmességgel. A Zähringenek vidéki birtokain a Kyburgok és a Habsburgok osztozkodtak.
A Stauf-ház uralkodása idején a Németország és Észak-Itália közötti raetiai alpesi hágók és a Szent Gotthárd-hágó jelentősége megnőtt. Uri és Schwyz területe 1231-ben és 1240-ben reichsfrei státuszt kapott a császártól, hogy az uralkodónak közvetlen hatalma legyen a katonai szempontból alapvető fontosságú útvonalak fölött. Miután a Kyburgok kihaltak, birtokaikat a Habsburgok szerezték meg, akik így egyeduralomra tettek szert a Rajnától délre. Habsburg Rudolf 1273-ban német király lett és az addig reichsfrei Uri, Schwyz és Unterwalden "erdei kantonok" státuszát megvonta, helytartók kormányzata alá helyezve őket.

## Az Ósvájci Konföderáció

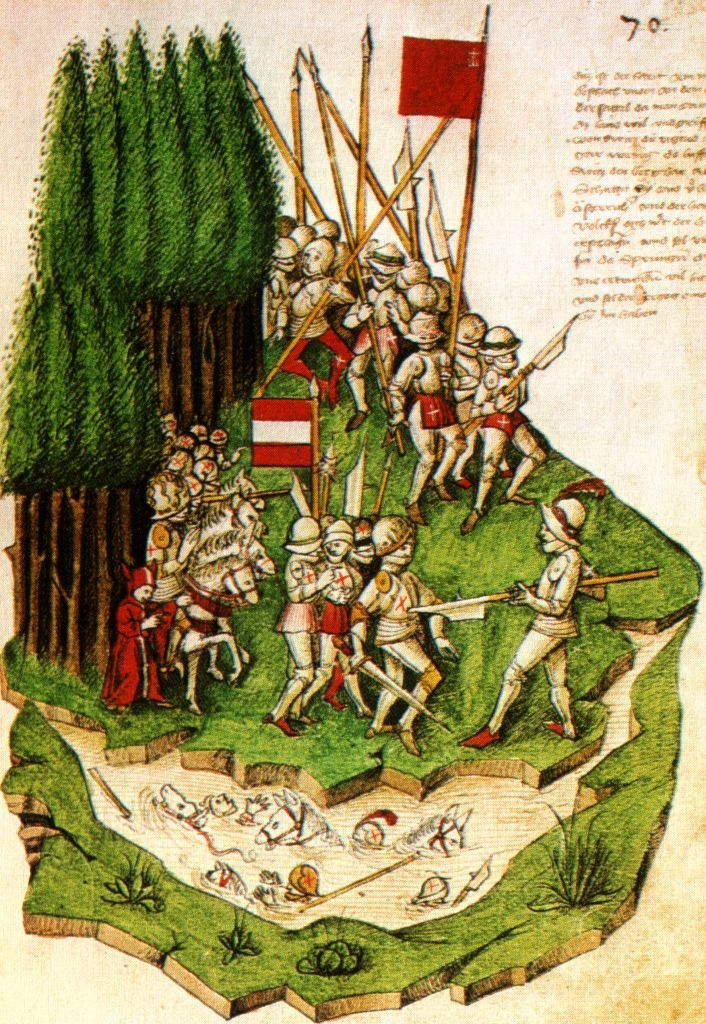
A morgarteni csata

Rudolf 1291-es halála után a Habsburgok svájci uralma ideiglenesen meggyengült (a birodalom élére nem fiát, hanem Nassaui Adolfot választották) és Uri, Schwyz és Unterwalden szabad polgárai védelmi szövetséget kötöttek egymással. Ma ezt a szerződést tekintik a svájci államszövetség, az Ósvájci Konföderáció alapításának, és keltezésének dátuma, augusztus 1. ma Svájc nemzeti ünnepe. Ennek ellenére a dokumentumot feltehetően csak a 14. században foglalták írásba. A svájciak az 1315-ös morgarteni és 1386-os sempachi csatában legyőzték a Habsburgok seregeit és megerősítették autonómiájukat a Német-római Birodalmon belül.
1353-ban a három őskantonhoz csatlakozott Glarus és Zug közössége, valamint Luzern, Zürich és Bern városa, megalkotva a nyolctagú szövetséget, amely ebben a formában a 15. század végéig megmaradt (bár 1440-1450 között Zürichet kizárták a konföderációból Toggenburggal való területi vitái miatt). A kantonok hagyományos felsorolási sorrendje is a nyolc eredeti kantont veszi előre, utána jönnek a később csatlakozott kantonok. A 15. században a svájci gyalogos zsoldosok nagy hírnévre tettek szert, amit az 1470-es években a burgundiai Merész Károllyal szembeni győzelmeik tovább öregbítettek.
1499-ben a svájciak legyőzték a Sváb Ligát és még nagyobb kollektív autonómiát harcoltak ki maguknak a Birodalmon belül; rájuk nem vonatkoztak az 1495-ös wormsi reform kitételei és immunitást nyertek a legtöbb császári bírósággal szemben is. II. Gyula pápa 1506-ban felállította Svájci Testőrséget, amely a mai napig szolgálja a római pápákat. A 15. század végén és a 16. század elején jelentősen kibővült a szövetség, csatlakozott Fribourg, Solothurn, Bázel, Schaffhausen és Appenzell); viszont a svájci katonák elvesztették legyőzhetetlen hírnevüket az 1515-ös marignanói csatában.

## A reformáció
A vallás reformációját Svájcban 1523-ban kezdte el a neves zürichi prédikátor, Huldrych Zwingli. Zürich, Bern, Bázel és Schaffhausen csatlakozott a reformációhoz, míg Luzern, Uri, Schwyz, Nidwalden, Zug, Fribourg és Solothurn megmaradt a katolikus vallás kebelében. Glarus és Appenzell vallásilag kettészakadt. A szakadás polgárháborúkhoz (első és második kappeli háború) vezetett 1529-ben és 1531-ben és azontúl a két egyház követői külön tartották az országgyűlést (a protestánsok Aarauban, a katolikusok Luzernben – emellett a formális teljes konföderációs gyűlést is összehívták Badenben); de a szövetség túlélte a megpróbáltatást és fennmaradt.

## A harmincéves háborútól a Konföderáció bukásáig
A harmincéves háború idején Svájc Grimmelshausen szavaival "a béke és prosperitás oázisa" volt a háború szaggatta Európa közepén. Ennek fő oka az volt, hogy mindkét félnek szüksége volt a svájci zsoldosokra és nem hagyták volna, hogy az ország riválisuk befolyása alá kerüljön. Ha katonailag nem is, politikailag megpróbáltak befolyást szerezni a Konföderációban olyan zsoldosvezérek révén, mint Jörg Jenatsch vagy Johann Rudolf Wettstein. Graubünden Három Ligája ekkor még nem volt a szövetség teljes jogú tagja és miután belekeveredett a háborúba, 1623-ban elvesztette Valtellinát.
A vesztfáliai békében Svájc elnyerte függetlenségét a Német-római Birodalomtól és Valtellina is visszakerült Graubündenhez. 1653-ban Luzern, Bern, Solothurn és Basel parasztjai fellázadtak a pénz leértékelése miatt. Bár a felkelést leverték, a hatóságok megreformálták az adórendszert és elmaradtak az Európa más tájain ekkoriban bevezetett abszolutista reformok. A vallási feszültségek azonban két alkalommal is (1656-ban és 1712-ben) fegyveres összecsapásokhoz vezettek Villmergennél.

## Napóleon és a Helvét Köztársaság

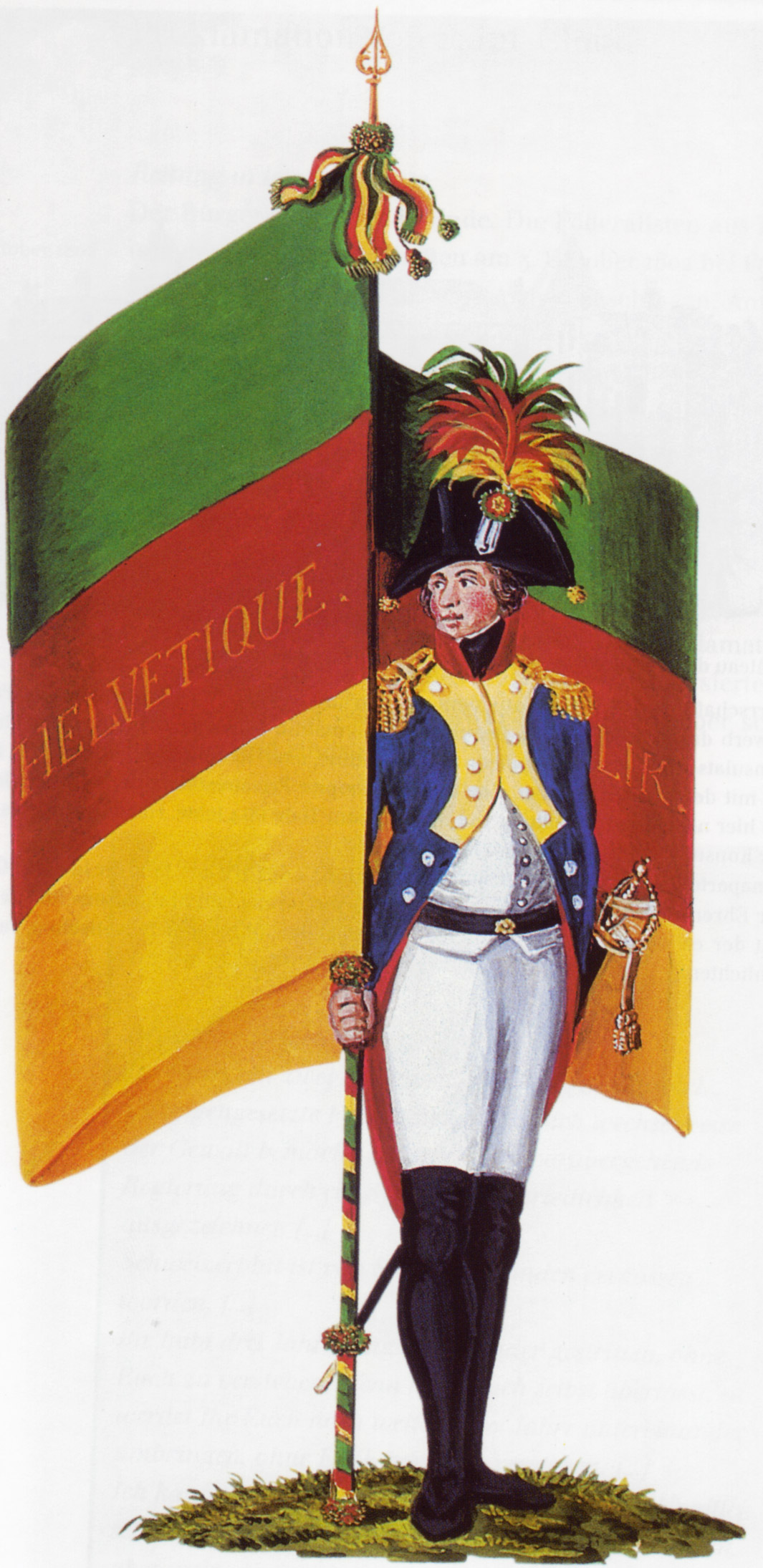
A Helvét Köztársaság katonája

A francia forradalmat követő háborúk során Franciaország megszállta Svájcot. Svájcban jött létre még a megszállás előtt a forradalom első kliensállama, az ún. Raurák Köztársaság is. Ezt követően Svájcot Franciaország az ún. Helvét Köztársasággá szervezte át (1798-1803 között) (ezt megelőzően Lausanne-ben tettek eredménytelen kísérletet egy állam, a Léman Köztársaság létrehozására). Központosított kormányzata a kantonoknak kevés szerepet hagyott. A helyi hagyományaira és jogaira büszke polgárság nehezen tűrte az átszervezést és 1798 tavaszán Svájc központi részén felkelések törtek ki az új államberendezkedéssel szemben. A francia hadsereg leverte a lázadásokat, de a kormányzat támogatottsága meredeken zuhant; a svájciak zokon vették a központosítást, az új adókat és a vallásellenességet. A svájciakat besorozták a francia hadseregbe, de a katasztrofális 1812-es orosz hadjárat után a 10 ezer katonából csak 700-an tértek haza. A zsidók helyzete átmenetileg javult, mert eltörölték különadóikat és eskütételüket, ám a régi szabályokat 1815-ben visszaállították. Csak 1879-től biztosították a zsidóknak a keresztényekkel azonos jogállást.
Az egyre bizonytalanabbá váló helyzet Napóleon 1803-as törvénye, az Acte de Médiation rendezte. Ebben visszaadta a kantonoknak korábbi önállóságukat (de francia szövetségesként csapatokat kellett majd adniuk az orosz hadjárathoz), illetve átszervezéssel újakat is hoztak létre. Egyes, korábban a kantonokkal szövetséges területek (Valais/Wallis, Neuchâtel és Genf) azonban francia ellenőrzés alatt maradtak egészen a Napóleon bukása után 1815-ben összehívott bécsi kongresszusig, amelyen a nagyhatalmak elismerték a helyreállított örökös semlegességét. Svájc nemcsak visszakapta elvett területeit, hanem ekkor csatlakozott hozzá kantonként Valais/Wallis, Neuchâtel és Genf.
A francia forradalom eszméi és törvényei azonban hosszú távú, jelentős változásokat is hoztak az országban. Ide vezethető vissza a polgárok jogegyenlősége, a nyelvek egyenlősége, a gondolat- és vallásszabadság, a svájci állampolgárság, a hatalmi ágak szétválasztása, a kantonok közötti vámmentesség, az egységes mértékrendszer, a vallásilag vegyes házasságok engedélyezése, a kínvallatás eltörlése, vagy a polgári és büntető jogrendszer reformja.

## A Sonderbund-háború
Az 1840-es évek elején a Szövetségi Gyűlésben többséget szereztek a radikálisok és liberálisok, akiket elsősorban az északi városi kantonok polgársága támogatott. Új alkotmányt is javasoltak, amelyet azonban a déli, vidéki, katolikus és konzervatív kantonok elleneztek. 1847-ben a katolikus kantonok a Konföderáción belül létrehozták saját szövetségüket, a Sonderbundot. A radikálisok követelték ennek feloszlatását, az 1815-ös alkotmányra hivatkozva, amely tiltotta a különálló szövetségeket. A déliek ezt megtagadták, mire kitört a rövid Sonderbund-háború. A szövetségi hadsereg kevesebb mint egy hónap alatt győzött és mindössze 78 embert veszített (a Sonderbund veszteségei ennél is alacsonyabbak voltak). Svájc területén ez volt az utolsó fegyveres összecsapás.
A polgárháború után 1848-ban új alkotmányt fogadtak el (melyet 1874-ben jelentősen átdolgoztak), amely a védelmi, külkereskedelmi és törvényhozási feladatokat szövetségi kézben hagyta, de minden egyéb jogot a kantonoknak hagyott. Innentől kezdve Svájc történelme elsősorban az állandó gazdasági, politikai és szociális fejlődésről szólt, melynek révén az ország Európa egyik leggazdagabb országává vált. A 19. század második felében az ipari forradalom Svájcot is elérte. Jelentősen megugrott a textilek – Bázelben például főleg a selyem – termelése. Kezdettől fogva jelentős volt a nők szerepe az ipari fejlődésben; 1888-ban a munkások 44%-a nő, akiknek majdnem a fele a textilüzemekben dolgozott (a második legnagyobb kategória a háztartási alkalmazottaké volt). 1890-1910 között több nő volt alkalmazásban, mint az 1960-70-es években.

## Svájc a világháborúkban

### Első világháború

Svájci tiszti barakk az első világháborúban

Az első világháború kitörésekor Svájc fenntartotta semlegességét, amelyet a nagyhatalmak tiszteletben tartottak. A svájci hadsereget mobilizálták és a Jura-hegységbe vezényelték, hogy megakadályozzák a határsértéseket. Mivel a harcok javarészt elkerülték a határt, a hadsereg létszáma a kezdeti 220 ezerről alig 12 ezerre apadt a háború végére. A semleges Svájc a menekültek, forradalmárok (például Lenin) és pacifista művészek menedékhelyévé vált; emellett jelentősen megugrott a svájci bankokban elhelyezett külföldi tőke mennyisége. 1917-ben a Grimm-Hoffmann botrány ingatta meg a svájci semlegesség látszatát: Arthur Hoffmann, a Szövetségi Tanács tagja és Robert Grimm szocialista politikus különbékét próbált megszervezni Német- és Oroszország között.
A háború után felmerült a szomszédos osztrák Vorarlberg csatlakozása Svájchoz, amit a svájci liberálisok, illetve francia és olasz politikusok megakadályoztak. Utóbbiak nem akartak még egy német kantont az országban.

### Második világháború
A második világháború előtt a náci Németország tervezte Svájc annexióját (Tannenbaum-terv), a terv megvalósítására azonban nem került sor. Az európai háborús feszültség növekedésével a svájci hadsereg is felkészült a mobilizációra és a polgári milíciák felállítására egy invázió esetén; ezenkívül erődökkel és bunkerekkel erősítették meg az alpesi hágókat.
Az osztrák Anschluss mintájára a viszonylag kicsi svájci náci párt, amelyet gyakorlatilag a német nagykövetségről irányítottak, megpróbálta megszervezni a német bevonulást, próbálkozásai azonban kudarccal zárultak. Ennek ellenére a pártot nem tiltották be, a veszélyes szomszéddal folytatott óvatos politika jegyében.
A hadviselő hatalmak mindkét oldalról nyomást gyakoroltak Svájcra, hogy ne folytasson kereskedelmet az ellenségükkel, az ország – mely élelmiszer-fogyasztásának felét, üzemanyag-szükségletét pedig teljes egészében importálta – nem engedhette meg magának, hogy ne legyenek kereskedelmi kapcsolatai Németországgal, különösen 1942 után, mikor megszakadt a Vichy-i Franciaországba vezető vasútvonal és Svájcot teljes egészében tengelyhatalmak vették körbe. Az ország legfontosabb exportcikkei a háború idején precíziós gépek és alkatrészek, órák, elektromos áram és tejtermékek voltak. A háború idején a svájci frank maradt az egyetlen fontos valuta, amelyet mindkét oldalon lehetett váltani és mind a Szövetségesek, mind a németek nagy mennyiségű aranyat váltottak át frankra a Svájci Nemzeti Bankban. Egyedül a Reichsbank 1,3 milliárd frank értékű aranyat adott el svájci bankoknak 1940-45 között, melynek jelentős részét a németek a megszállt országokból rabolták. Becslések szerint a kelet-európai zsidóktól rabolt aranyból 581 ezer franknyi került Svájcba. 

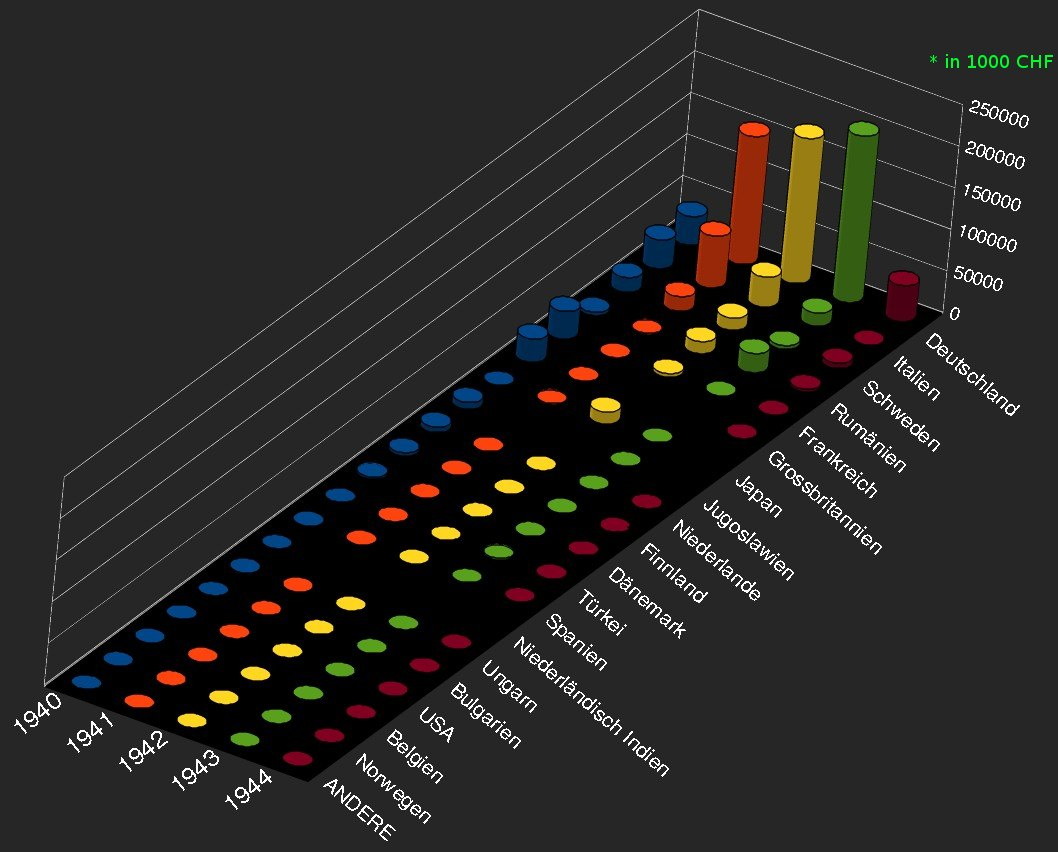
Svájci fegyverexport a második világháborúban

A háború során Svájc 300 ezer menekültnek adott ideiglenes otthont; ebből 104 ezer volt fegyverét letevő katona, a többi pedig civil. Itt is jelen volt a németekkel szembeni óvatos politika; bár a menekültek között legalább 60 ezren a náci letartóztatás elől rejtőztek el Svájcban (majdnem a felük zsidó volt), hivatalosan a J (Juden) jelű német útlevéllel rendelkezőktől vízumot követeltek, az illegális határátlépőket pedig visszafordították. Ilyen indokkal mintegy 10-25 ezer belépést tagadtak meg. A zsidókat illegális módszerekkel mentő rendőröket (Paul Grüninger) és diplomatákat (Carl Lutz budapesti alkonzul) megbüntették vagy felfüggesztették állásukból.
A lakosság nagy része – főleg a francia nyelvű kantonokban – a Szövetségesekkel szimpatizált, de a kormányzat az óvatos együttműködés elvét vallotta. A svájci gazdaság egyértelműen profitált a német hadigazdaság kiszolgálásából. Goebbels 1943-ban így írt a naplójában: "Svájc a hét hat napján Németországnak dolgozik, a hetediken reménykedik és Anglia győzelméért imádkozik".

## A háború után

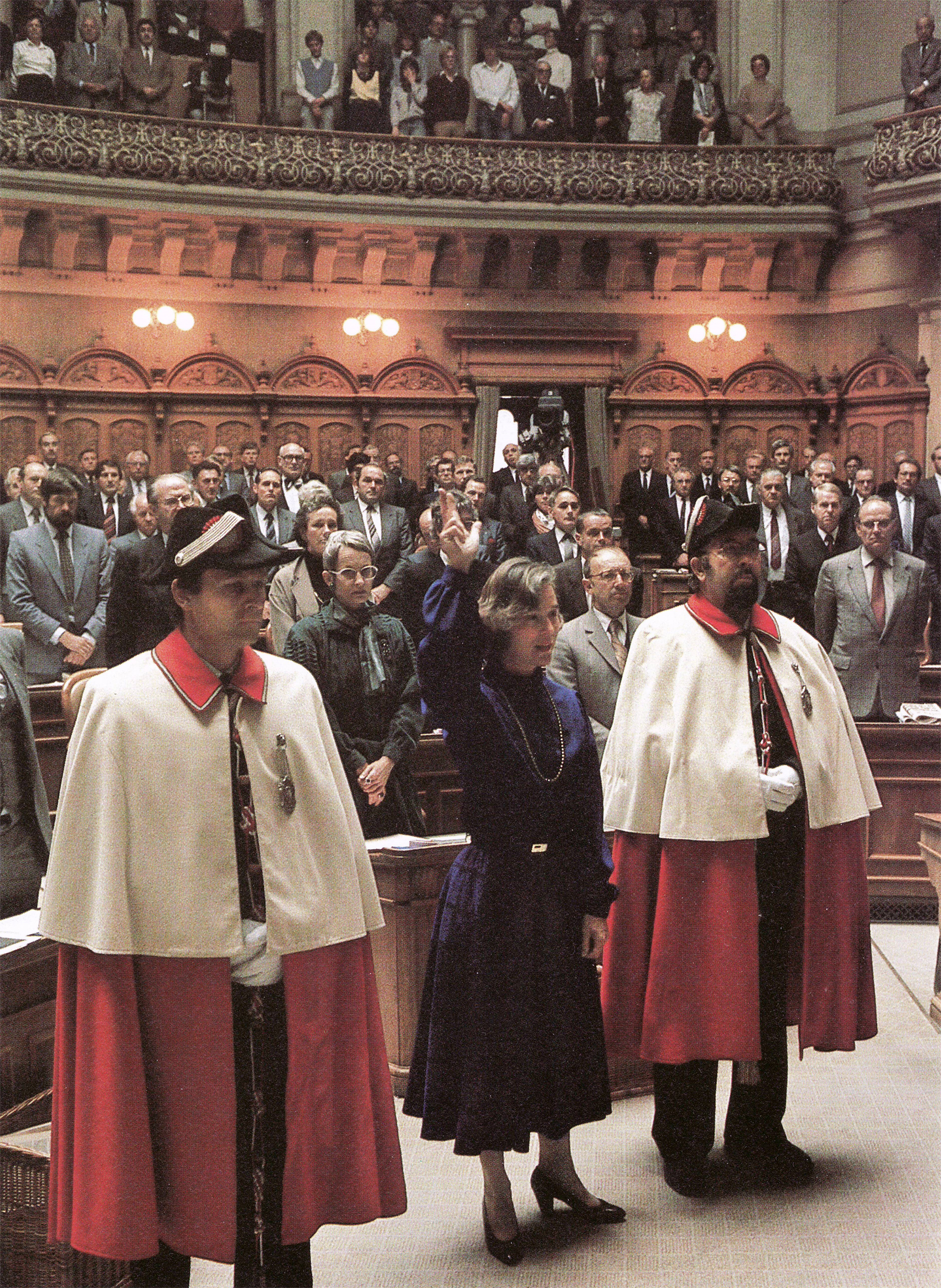
A Szövetségi Tanács első női tagjának beiktatása 1984-ben

A hidegháború idején a svájci hatóságok komolyan mérlegelték nukleáris fegyverek előállítását, de anyagi problémák miatt a program elhúzódott, míg végül az 1968-as atomsorompó-egyezmény miatt a tervet felfüggesztették, majd 1988-ban végleg elvetették.
1959 óta a kollektív államfőként szolgáló héttagú Szövetségi Tanács tagjait a négy nagy párt (a protestáns szabaddemokraták, katolikus kereszténydemokraták, baloldali szociáldemokraták és a jobboldali Néppárt) képviselőiből választja a parlament, így a kormányzatnak gyakorlatilag nincs ellenzéke.
Svájc 1963-ban csatlakozott az Európa Tanácshoz. 1979-ben Bern kanton egy része Jura kanton néven csatlakozott az Államszövetséghez. A szövetségi választásokon a nők csak 1971-ben kaptak választójogot.
Annak ellenére, hogy az ENSZ európai székhelye és számos ENSZ-intézmény központja Genfben található, maga Svájc hagyományos semlegességi elvei miatt csak 2002-ben csatlakozott a világszervezethez, miután egy népszavazáson a polgárok 55%-a jóváhagyását adta erre.
Svájc nem tagja az Európai Uniónak, bár – Liechtensteint kivéve – minden szomszédja EU-tagállam. Gazdasági és politikai szempontból is együttműködik az Unióval, megfigyelőként részt vesz tevékenységeiben és belépett a schengeni és a menekültügyi dublini konvencióba. 

## A kantonok csatlakozási sorrendje
- 1291 –  Uri,  Schwyz, Unterwalden (ma  Obwalden és  Nidwalden kantonokra oszlik)
- 1332 –  Luzern
- 1351 –  Zürich
- 1352 –  Glarus,  Zug
- 1353 –  Bern
- 1481 –  Fribourg,  Solothurn
- 1501 –  Basel-Stadt,  Basel-Landschaft,  Schaffhausen
- 1513 –  Appenzell Außerrhoden,  Appenzell Innerrhoden
- 1803 –  Sankt Gallen,  Graubünden,  Aargau,  Thurgau kanton,  Ticino,  Vaud
- 1815 –  Wallis,  Neuchâtel,  Genf
- 1979 –  Jura

## Fordítás
- Ez a szócikk részben vagy egészben  az   Early history of Switzerland című angol Wikipédia-szócikk fordításán alapul.  Az eredeti cikk szerkesztőit annak laptörténete sorolja fel. Ez a jelzés csupán a megfogalmazás eredetét és a szerzői jogokat jelzi, nem szolgál a cikkben szereplő információk forrásmegjelöléseként.
- Ez a szócikk részben vagy egészben  a   History of Switzerland című angol Wikipédia-szócikk ezen változatának fordításán alapul.  Az eredeti cikk szerkesztőit annak laptörténete sorolja fel. Ez a jelzés csupán a megfogalmazás eredetét és a szerzői jogokat jelzi, nem szolgál a cikkben szereplő információk forrásmegjelöléseként.